# デスティニティー
デスティニティー (Destinity)は、フランス・リヨン出身のデスラッシュ/メロディックデスメタルバンド。活動初期はブラックメタルを演奏しており、その後シンフォニックブラックメタルを経て、デスラッシュ/メロディックデスメタルへと音楽性を変化させた。

## 略歴
1996年に結成。初期のメンバーは、ミック・シザリー (Vo)、ステファン・バルボニ (Rhythm G)、ゼグ (Lead G)、ニーノ (B)、フローラン・バルボニ (Key, Clean Vo)、クリス＝ティラエル (Ds)。1997年に、デモ『Enigmatic Forest』をリリース。ゼグが脱退し、ジム (Lead G)が加入。1999年に1stアルバム『Wepts from the Sky』をリリース。2000年にニーノが脱退し、ベン (B)が加入。2001年に、サイキック・スクリーム・エンタテインメントから2ndアルバム『Supreme Domination's Art』をリリース。2002年にジムが脱退し、ロード・DD (Lead G)が加入。アディポシア・レコードに移籍して、2003年に3rdアルバム『Under the Smell of Chaos』をリリース。同年中にベンが脱退しクリストフ (B)が加入するも、クリストフも短期間で脱退。2004年にラフナグッド (B)が加入した。同年に4thアルバム『In Excelsis Dementia』をリリース。2005年にロード・DDが脱退し、ニコ (Lead G)が加入。同年に5thアルバム『Synthetic Existence』をリリース。同アルバムリリース後には、クリス＝ティラエルとラフナグッドが脱退。この脱退を受けて、これまでキーボードやボーカルなどを担当してきたフローラン・バルボニがドラムスに転向。パーマネントなキーボーディストは補充されず、以降のアルバムではフローラン・バルボニが兼任することになった。また、2006年になってダヴィッド・ブータハン (B, Vo)が加入。また、同年にはニコも脱退し、ポンス (Lead G)が加入している。
2008年に、ラプチャー・ミュージックから6thアルバム『The Inside』をリリース。2009年から2010年にかけて、ポンスとダヴィッド・ブータハンが脱退し、セバスチャン・フォム・シャイト (Lead G)とダヴィッド・リッシェ (B)が新たに加入した。ドイツの大手レーベル・ライフフォース・レコードに移籍し、2010年に7thアルバム『XI Reasons to See』、2012年に8thアルバム『Resolve in Crimson』をリリース。2013年に17年間ボーカルを務めたミックが脱退し、ヤン・ピエラ (Vo)が加入。2014年3月に活動を休止した。活動休止後、バンドメンバーは別の音楽プロジェクトに注力する。
2016年になって、デスティニティーに在籍していた4名を中心に新たなプロジェクトバンド、The Reversionistを結成することを発表。メンバーは、アントン・ニコラ (Vo)、セブ・VS（セバスチャン・フォム・シャイト）(Lead & Rhythm G)、ステファン・バルボニ (Rhythm G)、フローラン・バルボニ (Ds)、ダヴィッド・リッシェ (B)の5名であり、アントン以外のメンバーがデスティニティー活動休止時のメンバーである。
2018年10月に活動再開を発表。基本的には活動停止時のメンバーで再結成されているが、ボーカルのみ、ヤン・ピエラではなくミック・シザリーが復帰した。
2021年に復活作となる9thアルバム『In Continuum』をリリース。本アルバムは、Bickee Musicより、輸入盤に日本語解説が付属する仕様で日本盤がリリースされ、結成から25年目にして日本デビュー盤となった。
2024年に新ドラマーとしてフローラン・マルゼが加入し、フローラン・バルボニがキーボード専任となった。
これまでに、400本以上のライヴに出演しており、ディーサイドやダーケイン、デュー・センテッド、ディキャピテイテッドと共演している。

## メンバー

### 現在のメンバー
- ミック・シザリー (Mick Caesare) - ボーカル
- セバスチャン・フォム・シャイト (Sebastien Vom Schiedt) - リードギター
- ステファン・ゼフィロス・バルボニ (Stephan "Zephiros" Barboni) - リズムギター
- ダヴィッド・デーヴ・リッシェ (David "Dave" Richer) - ベース
- フローラン・モルテウス・バルボニ (Florent "Morteüs" Barboni) - キーボード、ボーカル

2005年のクリス＝ティラエル脱退後からドラムスも兼任するようになった。
アルバムによってはサンプリングなども担当している。
- フローラン・ザイマー・マルゼ (Florent "Zaimar" Marzais) - ドラムス

### 旧メンバー
- ヤン・ピエラ (Yann Pierrat) - ボーカル
- ゼグ (Zeg) - リードギター
- ジム (Jim) - リードギター
- ロード・DD (Lord DD) - リードギター
- ニコ (Nico) - リードギター
- ポンス (Ponce) - リードギター
- ニーノ (Nino) - ベース
- ベン (Benn) - ベース
- クリストフ (Christoph) - ベース
- ラフナグッド (Hrafnagud) - ベース
- ダヴィッド・ブータハン (David Boutarin) - ベース、ボーカル
- クリス＝ティラエル (Kris-Tyraël) - ドラムス

## ディスコグラフィー
- 1997年 Enigmatic Forest (Demo)
- 1999年 Wepts from the Sky
- 2001年 Supreme Domination's Art
- 2003年 Under the Smell of Chaos
- 2004年 In Excelsis Dementia
- 2005年 Synthetic Existence
- 2007年 666 Thrashened Extreme Music (1996-2006) (DVD)
- 2008年 The Inside
- 2010年 XI Reasons to See
- 2012年 Resolve in Crimson
- 2021年 In Continuum